# Un linceul n’a pas de poches (roman)
Un linceul n'a pas de poches (No Pockets in a Shroud) est un roman policier américain écrit par Horace McCoy publié en 1937.

## Résumé
Incapable de composer avec l'hypocrisie et l'auto-censure d'une salle de rédaction soumise aux diktats de ses annonceurs, Mike Dolan abandonne son emploi de reporter au journal où il travaille. Il veut avoir les mains libres et entend révéler toute la vérité sur les milieux corrompus où s'exerce le pouvoir. 
Avec l'aide de son ami Eddie Bishop, journaliste des pages judiciaires, et de la courageuse Myra Barnovsky, il fonde un hebdomadaire qui devra être un véritable organe d'informations. Mais on ne dénonce pas l'establishment sans subir sa violente contre-attaque...

## Critique
Selon Claude Mesplède dans le Dictionnaire des littératures policières cette  « œuvre mythique dans l'histoire du roman noir s'achève tragiquement. C'est un récit réaliste, violent et sans concession sur la société américaine et sa soi-disant liberté de la presse ».

## Éditions françaises
- Gallimard, coll. « Série noire » no 4 (1946)
- Gallimard, coll. « La Poche noire » no 144 (1971)
- Gallimard, coll. « Carré noir » no 304 (19790)  (ISBN 2-07-043304-8)
- Gallimard, coll. « Folio » no 1922 (1988)  (ISBN 2-07-037922-1)
- Le Grand livre du mois, coll. « Les trésors de la littérature » (1995)
- Gallimard, coll. « Série noire » no 4 (1995)  (ISBN 2-07-049558-2)
- Gallimard, coll. « Folio policier » no 24 (1998)  (ISBN 2-07-040659-8)

## Autour du livre
Claude Mesplède dans le Dictionnaire des littératures policières rappelle que « faute d'éditeur, l'ouvrage fut d'abord édité en Angleterre (1937). Traduit en France en 1946 pour la Série noire, il ne sera publié aux États-Unis qu'en 1948 »

## Adaptation

### Au cinéma
- 1974 : Un linceul n'a pas de poches, film français réalisé par Jean-Pierre Mocky, avec Jean-Pierre Mocky, Myriam Mézières, Jean-Pierre Marielle, Jean Carmet, Michel Constantin, Michel Serrault et Francis Blanche.

## Source
- Claude Mesplède, Dictionnaire des littératures policières, vol. 2 : J - Z, Nantes, Joseph K, coll. « Temps noir », 2007, 1086 p. (ISBN 978-2-910-68645-1, OCLC 315873361) (notice Un linceul n'a pas de poches).